# منطق زمانی
در منطق، منطق زمانی هر سیستمی از قواعد و نمادها برای بازنمایی و استدلال دربارهٔ گزاره‌هایی است که از نظر زمانی واجد شرایط هستند (مثلاً «من همیشه گرسنه هستم»، «در نهایت گرسنه خواهم بود» یا «گرسنه خواهم بود». تا زمانی که چیزی بخورم"). گاهی اوقات برای اشاره به منطق زمان، یک سیستم منطق زمانی مبتنی بر منطق مدال که توسط آرتور پریور در اواخر دهه ۱۹۵۰ معرفی شد، با پژوهش‌های مهم هانس کمپ نیز استفاده می‌شود. این منطق بیشتر توسط دانشمندان رایانه، به ویژه امیر پنولی، و منطق دانان توسعه یافته‌است.
منطق زمانی کاربرد مهمی در درستی‌یابی صوری پیدا کرده‌است، جایی که برای بیان نیازهای سیستم‌های سخت‌افزاری یا نرم‌افزاری استفاده می‌شود. به عنوان مثال، ممکن است کسی بخواهد بگوید که هر زمان درخواستی ارائه شود، در نهایت دسترسی به یک منبع داده می‌شود، اما هرگز به دو درخواست کننده به‌طور همزمان اعطا نمی‌شود. چنین بیانیه ای را می‌توان به راحتی در یک منطق زمانی بیان کرد.

## انگیزه
به جمله «من گرسنه هستم» توجه کنید. اگرچه معنای آن در زمان ثابت است، اما ارزش صدق گزاره می‌تواند در زمان متفاوت باشد. گاه درست است و گاه نادرست، اما هرگز به‌طور همزمان درست و نادرست نیست. در یک منطق زمانی، یک گزاره می‌تواند ارزش صدق داشته باشد که در زمان متفاوت است - برخلاف منطق زمانی، که فقط برای گزاره‌هایی اعمال می‌شود که مقادیر صدق آن‌ها در زمان ثابت هستند. این برخورد با ارزش صدق در طول زمان، منطق زمانی را از منطق فعل محاسباتی متمایز می‌کند.
منطق زمانی همیشه این توانایی را دارد که دربارهٔ یک جدول زمانی استدلال کند. به اصطلاح خطی «منطق‌های زمانی» به این نوع استدلال محدود می‌شود. با این حال، منطق‌های انشعاب می‌تواند در مورد چندین جدول زمانی استدلال کند. این امر محیطی را پیش‌فرض می‌گیرد که ممکن است غیرقابل پیش‌بینی عمل کند. برای ادامه مثال، در یک منطق منشعب ممکن است بگوییم که «این امکان وجود دارد که برای همیشه گرسنه بمانم» و «این احتمال وجود دارد که در نهایت دیگر گرسنه نباشم». اگر ندانیم که آیا من هرگز سیر خواهم شد یا نه، این گفته‌ها می‌توانند هر دو درست باشند.

## تاریخ
اگرچه منطق ارسطو تقریباً به‌طور کامل به نظریه قیاس مقوله‌ای مربوط می‌شود، در آثار او عباراتی وجود دارد که اکنون به عنوان پیش‌بینی منطق زمانی تلقی می‌شوند و ممکن است دلالت بر شکل اولیه و تا حدی توسعه‌یافته‌ای از منطق باینری موقتی مرتبه اول داشته باشند. . ارسطو به ویژه به مسئله احتمالات آینده توجه داشت، جایی که او نمی‌توانست بپذیرد که اصل دو ظرفیتی در مورد گزاره‌های مربوط به رویدادهای آینده اعمال می‌شود، یعنی در حال حاضر می‌توانیم دربارهٔ درست یا نادرست بودن گزاره‌ای در مورد رویداد آینده تصمیم بگیریم، مانند «در آنجا فردا یک نبرد دریایی خواهد بود."
چارلز سندرز پیرس در قرن نوزدهم خاطرنشان کرد: برای هزاران سال توسعه کمی وجود داشت:
| « | Time has usually been considered by logicians to be what is called 'extralogical' matter. I have never shared this opinion. But I have thought that logic had not yet reached the state of development at which the introduction of temporal modifications of its forms would not result in great confusion; and I am much of that way of thinking yet. | » |

به‌طور شگفت‌انگیزی برای پیرس، اولین سیستم منطق زمانی، تا آنجا که می‌دانیم، در نیمه اول قرن بیستم ساخته شد. اگرچه آرتور پریور به‌طور گسترده‌ای به عنوان بنیانگذار منطق زمانی شناخته می‌شود، اولین رسمی سازی چنین منطقی در سال ۱۹۴۷ توسط منطق دان لهستانی، جرزی لوش ارائه شد. او در کار خود Podstawy Analizy Metodologicznej Kanonów Milla (مبانی تحلیل روش شناختی روش‌های میل) رسمی سازی قوانین میل را ارائه کرد. در رویکرد Łoś تأکید بر عامل زمان قرار گرفت؛ بنابراین، برای رسیدن به هدف خود، باید منطقی را ایجاد می‌کرد که می‌توانست ابزاری برای رسمی کردن کارکردهای زمانی فراهم کند. منطق را می‌توان محصول فرعی هدف اصلی لوش دانست، اگرچه این اولین منطق موضعی بود که بعداً به عنوان چارچوبی برای اختراعات لو در منطق معرفتی استفاده شد. خود منطق دارای نحو بسیار متفاوتی با منطق زمان قبلی است که از عملگرهای مدال استفاده می‌کند. زبان منطق Łoś بیشتر از یک عملگر تحقق خاص برای منطق موقعیتی استفاده می‌کند که عبارت را با زمینه خاصی که در آن ارزش حقیقت در نظر گرفته می‌شود پیوند می‌دهد. در کار لو، این زمینه در نظر گرفته شده فقط زمانی بود، بنابراین عبارات با لحظات یا فواصل زمانی خاصی پیوند خوردند.
در سال‌های بعد، تحقیق دربارهٔ منطق زمانی توسط آرتور پریور آغاز شد. او به مفاهیم فلسفی اراده آزاد و جبر توجه داشت. به گفته همسرش، او برای اولین بار در سال ۱۹۵۳ به رسمیت بخشیدن به منطق زمانی فکر کرد. نتایج تحقیقات او برای اولین بار در کنفرانس ولینگتون در سال 1954 شد. سیستمی که پیش از این ارائه شد، از نظر نحوی مشابه منطق Łoś بود، اگرچه تا سال ۱۹۵۵ او به صراحت به کار Łoś در آخرین بخش از ضمیمه ۱ در منطق رسمی قبلی اشاره کرد.
پیش از این در سال‌های ۱۹۵۵–۱۹۵۶ در دانشگاه آکسفورد دربارهٔ این موضوع سخنرانی کرد و در سال ۱۹۵۷ کتابی به نام «زمان و روش» منتشر کرد که در آن یک منطق مدال گزاره‌ای را با دو رابط زمانی (عملگرهای مدال)، F و P که مربوط به «گاهی در آینده» و «گاهی در گذشته». در این کار اولیه، پریور زمان را خطی می‌دانست. با این حال، در سال ۱۹۵۸، او نامه ای از سائول کریپکه دریافت کرد، که به این موضوع اشاره کرد که این فرض ممکن است بیجا باشد. پریور در تحولی که مشابه آن را در علوم کامپیوتر پیش‌بینی می‌کرد، این موضوع را تحت نظر گرفت و دو نظریه دربارهٔ زمان انشعاب ایجاد کرد که آنها را «اکهامیست» و «پیرسین» نامید. بین سالهای ۱۹۵۸ و ۱۹۶۵ قبل از آن نیز با چارلز لئونارد هامبلین مکاتبه داشت و تعدادی از تحولات اولیه در این زمینه را می‌توان در این مکاتبات ردیابی کرد، به عنوان مثال مفاهیم هامبلین. پرور بالغ‌ترین اثر خود را در مورد این موضوع، کتاب گذشته، حال و آینده در سال ۱۹۶۷ منتشر کرد. او دو سال بعد درگذشت.
همراه با منطق زمان، پریور چند سیستم منطق موقعیتی را ساخت که ایده‌های اصلی خود را از Łoś به ارث برده‌اند. کار در منطق‌های زمانی موقعیتی توسط نیکلاس رسچر در دهه ۶۰ و ۷۰ ادامه یافت. در آثاری مانند یادداشت بر منطق زمانی (۱۹۶۶)، در مورد منطق قضایای زمانی (۱۹۶۸) ، منطق توپولوژیکی (۱۹۶۸)، منطق زمانی (۱۹۷۱) او در مورد ارتباط بین سیستم‌های Łoś و Prior تحقیق کرد. علاوه بر این او ثابت کرد که عملگرهای زمان قبلی را می‌توان با استفاده از عملگر تحقق در منطق‌های موقعیتی خاص تعریف کرد. رسچر در کار خود همچنین سیستم‌های کلی تری از منطق‌های موقعیتی ایجاد کرد. اگرچه اولین‌ها برای استفاده‌های صرفاً زمانی ساخته شدند، او اصطلاحی از منطق‌های توپولوژیکی را پیشنهاد کرد که شامل یک عملگر تحقق می‌شد، اما بدیهیات زمانی خاصی نداشت - مانند اصل ساعت.
عملگرهای زمانی دودویی Since و Until توسط هانس کمپ در دکترای سال ۱۹۶۸ معرفی شدند. پایان‌نامه، که همچنین حاوی یک نتیجه مهم است که منطق زمانی را به منطق مرتبه اول مرتبط می‌کند - نتیجه ای که اکنون به عنوان قضیه کمپ شناخته می‌شود.
دو رقیب اولیه در راستی‌آزمایی‌های رسمی، منطق زمانی خطی، منطق زمانی خطی توسط امیر پنولی، و منطق درخت محاسباتی، منطق زمانی منشعب شده توسط مردخای بن‌آری، زوهر ماننا و امیر پنولی بودند. یک فرمالیسم تقریباً معادل CTL در همان زمان توسط EM Clarke و EA Emerson پیشنهاد شد. این واقعیت که منطق دوم را می‌توان کارآمدتر از منطق اول تصمیم گرفت، به‌طور کلی بر منطق‌های انشعاب و خطی منعکس نمی‌شود، همان‌طور که گاهی اوقات استدلال شده‌است. در عوض، امرسون و لی نشان می‌دهند که هر منطق خطی را می‌توان به منطق انشعابی که می‌توان با همان پیچیدگی تصمیم‌گیری کرد، گسترش داد.

## منطق موضعی Łoś
منطق Łoś با عنوان پایان‌نامه کارشناسی ارشد او در سال ۱۹۴۷ به زبان لهستانی منتشر شد. مفاهیم فلسفی و رسمی او را می‌توان ادامهٔ مکتب منطق لوو-ورشو دانست، زیرا سرپرست او یرژی اسلوپسکی، شاگرد یان لوکاسیویچ بود. این مقاله تا سال ۱۹۷۷ به انگلیسی ترجمه نشد، اگرچه هنریک هیژ در سال ۱۹۵۱ یک بررسی مختصر اما آموزنده در مجله منطق نمادین ارائه کرد. بررسی او حاوی مفاهیم اصلی کارش بود و برای محبوب کردن نتایج لوش در میان جامعه منطقی کافی بود. هدف اصلی این کار ارائه قوانین میل در چارچوب منطق صوری بود. برای دستیابی به این هدف، نویسنده در مورد اهمیت توابع زمانی در ساختار مفهوم میل تحقیق کرد. با توجه به اینکه او سیستم منطقی بدیهی خود را ارائه کرد که به عنوان چارچوبی برای قوانین میل همراه با جنبه‌های زمانی آنها مناسب است.

### نحو
زبان منطق که اولین بار در Podstawy Analizy Metodologicznej Kanonów Milla (مبانی تجزیه و تحلیل روش شناختی روش‌های میل) منتشر شد عبارت بود از:
- عملگرهای منطقی مرتبه اول '¬'، '∧'، '∨'، '→'، '≡'، '∀' و '∃'
- اپراتور تحقق U
- نماد عملکردی δ
- متغیرهای گزاره ای p 1, p 2, p 3 ,. . .
- متغیرهایی که لحظه‌های زمانی t 1 ,t 2 ,t 3, را نشان می‌دهند. . .
- متغیرهایی که بازه‌های زمانی n 1, n 2, n 3, را نشان می‌دهند. . .

مجموعه ای از اصطلاحات (که با S مشخص می‌شود) به صورت زیر ساخته می‌شود:
- متغیرهایی که لحظه‌ها یا بازه‌های زمانی را نشان می‌دهند اصطلاح هستند
- اگر {\displaystyle \tau \in S} و {\displaystyle \epsilon } یک متغیر بازه زمانی است، پس {\displaystyle \delta (\tau ,\epsilon )\in S}

مجموعه ای از فرمول‌ها (که با For مشخص می‌شوند) به صورت زیر ساخته می‌شوند:
- تمام فرمول‌های منطقی مرتبه اول معتبر هستند
- اگر {\displaystyle \tau \in S} و {\displaystyle \phi } پس یک متغیر گزاره ای است {\displaystyle U_{\tau }(\phi )\in For}
- اگر {\displaystyle \phi \in For} ، سپس {\displaystyle \neg \phi \in For}
- اگر {\displaystyle \phi ,\psi \in For} و {\displaystyle \circ \in \{\wedge ,\vee ,\rightarrow ,\equiv \}} ، سپس {\displaystyle \phi \circ \psi \in For}
- اگر {\displaystyle \phi \in For} و {\displaystyle Q\in \{\forall ,\exists \}} و υ یک متغیر گزاره ای، لحظه ای یا بازه ای است، پس {\displaystyle Q_{\upsilon }\phi \in For}

### سیستم اصلی آکسیوماتیک
1. {\displaystyle U_{t_{1}}\neg p_{1}\equiv \neg U_{t_{1}}p_{1}}
2. {\displaystyle U_{t_{1}}(p_{1}\rightarrow p_{2})\rightarrow (U_{t_{1}}p_{1}\rightarrow U_{t_{1}}p_{2})}
3. {\displaystyle U_{t_{1}}((p_{1}\rightarrow p_{2})\rightarrow ((p_{2}\rightarrow p_{3})\rightarrow (p_{1}\rightarrow p_{3})))}
4. {\displaystyle U_{t_{1}}(p_{1}\rightarrow (\neg p_{1}\rightarrow p_{2}))}
5. {\displaystyle U_{t_{1}}((\neg p_{1}\rightarrow p_{1})\rightarrow p_{1})}
6. {\displaystyle \forall _{t_{1}}U_{t_{1}}p_{1}\rightarrow p_{1}}
7. {\displaystyle \forall _{t_{1}}\forall _{n_{1}}\exists _{t_{2}}\forall _{p_{1}}(U_{\delta (t_{1},n_{1})}p_{1}\equiv U_{t_{2}}p_{1})}
8. {\displaystyle \forall _{t_{1}}\forall _{n_{1}}\exists _{t_{2}}\forall _{p_{1}}(U_{\delta (t_{2},n_{1})}p_{1}\equiv U_{t_{1}}p_{1})}
9. {\displaystyle \forall _{t_{1}}\exists _{p_{1}}\forall _{t_{2}}(U_{t_{2}}p_{1}\equiv \forall _{p_{2}}(U_{t_{1}}p_{2}\equiv U_{t_{2}}p_{2}))}

## منطق زمان قبلی (TL)
منطق زمان جمله ای معرفی شده در Time and Modality دارای چهار عملگر مودال (غیر حقیقت-عملکردی) است (علاوه بر همه عملگرهای صدق تابعی معمول در منطق گزاره ای مرتبه اول.
- پ: «اینطور بود. . " (P مخفف "گذشته" است)
- ف: «اینطور خواهد بود. . " (F مخفف "آینده" است)
- G: "همیشه همینطور خواهد بود. . "
- ح: «همیشه همین‌طور بود. . "

اگر اجازه دهیم π یک مسیر نامتناهی باشد، اینها را می‌توان ترکیب کرد:
- {\displaystyle \pi \vDash FG\phi } : «در یک نقطه خاص، {\displaystyle \phi } در تمام حالات آینده مسیر صادق است»
- {\displaystyle \pi \vDash GF\phi } : «{\displaystyle \phi } در بی‌نهایت بسیاری از حالات در مسیر درست است»

از P و F می‌توان G و H را تعریف کرد و بالعکس:
{\displaystyle {\begin{aligned}F&\equiv \lnot G\lnot \\P&\equiv \lnot H\lnot \end{aligned}}}

### نحو و معناشناسی
حداقل نحو برای TL با دستور BNF زیر مشخص شده‌است:
{\displaystyle \phi ,\psi ::=a\;|\;\bot \;|\;\lnot \phi \;|\;\phi \lor \psi \;|\;G\phi \;|\;H\phi }
که در آن a یک فرمول اتمی است.
از مدل‌های کریپکی برای ارزیابی صدق جملات در TL استفاده می‌شود. یک جفت (T, <) از یک مجموعه T و یک رابطه دودویی < روی T (به نام "تقدم") یک قاب نامیده می‌شود. یک مدل با سه‌گانه (T, <, V) یک قاب و تابع V به نام ارزش گذاری داده می‌شود که به هر جفت (a, u) از یک فرمول اتمی و مقدار زمانی مقداری حقیقت را اختصاص می‌دهد. مفهوم " ϕ در یک مدل U =(T, <, V) در زمان u " به اختصار U ⊨ ϕ [u] است. با این نماد،
| بیانیه        | … درست زمانی است که           |
| ------------- | ----------------------------- |
| U ⊨ a [u]     | V (a, u)=درست است             |
| U ⊨¬ ϕ [u]    | نه U ⊨ ϕ [u]                  |
| U ⊨(ϕ ∧ ψ)[u] | U ⊨ ϕ [u] و U ⊨ ψ [u]         |
| U ⊨(ϕ ∨ ψ)[u] | U ⊨ ϕ [u] یا U ⊨ ψ [u]        |
| U ⊨(ϕ → ψ)[u] | U ⊨ ψ [u] اگر U ⊨ ϕ [u]       |
| U ⊨G ϕ [u]    | U ⊨ ϕ [v] برای همه v با u < v |
| U ⊨H ϕ [u]    | U ⊨ ϕ [v] برای همه v با v < u |

با توجه به کلاس F از فریم‌ها، یک جمله ϕ از TL است
- با توجه به F معتبر است اگر برای هر مدل U =(T ,<, V) با (T ,<) در F و برای هر u در T, U ⊨ ϕ [u]
- اگر یک مدل U =(T ,<, V) با (T ,<) در F وجود داشته باشد به گونه ای که برای برخی از u در T, U ⊨ ϕ [u] با توجه به F قابل رضایت است.
- نتیجه یک جمله ψ با توجه به F اگر برای هر مدل U =(T ,<, V) با (T ,<) در F و برای هر u در T, اگر U ⊨ ψ [u]، آنگاه U ⊨ ϕ [u]

بسیاری از جملات فقط برای دسته محدودی از فریم‌ها معتبر هستند. معمول است که کلاس فریم‌ها را به آنهایی که رابطه ای < متعدی، ضد متقارن، انعکاسی، تریکوتومی، غیر انعکاسی، کل، متراکم یا ترکیبی از اینها دارند محدود کنیم.

### یک منطق بدیهی حداقلی
برگس منطقی را ترسیم می‌کند که هیچ فرضی در رابطه < ایجاد نمی‌کند، اما بر اساس طرح بدیهی زیر امکان استنتاج‌های معنی دار را می‌دهد:
1. A where A is a tautology of first-order logic
2. G(A→B)→(GA→GB)
3. H(A→B)→(HA→HB)
4. A→GPA
5. A→HFA

با قوانین کسر زیر:
1. با توجه به A → B و A، B را استنباط کنید (modus ponens)
2. با توجه به توتولوژی A, G A را استنباط کنید
3. با توجه به توتولوژی A, H A را استنباط کنید

می‌توان قوانین زیر را استخراج کرد:
1. قانون بکر: با توجه به A → B, T A → T B را استنباط کنید که در آن T یک زمان است، هر دنباله ای که از G, H، F و P ساخته شده باشد.
2. آینه سازی: با در نظر گرفتن یک قضیه A، گزاره آینه ای آن A § را استنباط کنید، که با جایگزینی G با H (و بنابراین F با P) و بالعکس به دست می‌آید.
3. دوگانگی: با در نظر گرفتن یک قضیه A، عبارت دوگانه A * را استنباط کنید که از مبادله ∧ با ∨، G با F و H با P به دست می‌آید.

### ترجمه به منطق محمول
برگس ترجمه مردیتی را از گزاره‌های TL به گزاره‌هایی در منطق مرتبه اول با یک متغیر آزاد x 0 (نماینده لحظه حال) ارائه می‌کند. این ترجمه M به صورت بازگشتی به صورت زیر تعریف می‌شود:
{\displaystyle {\begin{aligned}&M(a)&&=a^{*}x_{0}\\&M(\lnot \phi )&&=\lnot M(\phi )\\&M(\phi \land \psi )&&=M(\phi )\land M(\psi )\\&M({\mathsf {G}}\phi )&&=\forall x_{1}(x_{0}<x_{1}\rightarrow M(A^{+}))\\&M({\mathsf {H}}\phi )&&=\forall x_{1}(x_{1}<x_{0}\rightarrow M(A^{+}))\end{aligned}}}
جایی که {\displaystyle A^{+}} جمله است {\displaystyle A} با تمام شاخص‌های متغیر با ۱ و افزایش یافته‌است {\displaystyle a^{*}} یک محمول یک مکان است که توسط {\displaystyle x\mapsto V(a,x)} .

## عملگرهای زمانی
منطق زمانی دو نوع عملگر دارد: عملگرهای منطقی و عملگرهای مدال. عملگرهای منطقی عملگرهای معمولی با تابع حقیقت هستند ({\displaystyle \neg ,\lor ,\land ,\rightarrow }). عملگرهای مدال مورد استفاده در منطق زمانی خطی و منطق درخت محاسباتی به صورت زیر تعریف می‌شوند.
| متنی            | نمادین                                     | تعریف | توضیح | نمودار |
| عملگرهای باینری | عملگرهای باینری                            | عملگرهای باینری                                                                                          | عملگرهای باینری |        |
| --------------- | ------------------------------------------ | --- | --- | ------ |
| φ U ψ           | {\displaystyle \phi ~{\mathcal {U}}~\psi } | {\displaystyle (B\,{\mathcal {U}}\,C)(\phi )=\ (\exists i:C(\phi _{i})\land (\forall j<i:B(\phi _{j})))} | U ntil: ψ در موقعیت فعلی یا آینده باقی می‌ماند و φ باید تا آن موقعیت باقی بماند. در آن موقعیت φ لازم نیست بیشتر نگه دارد.                   |        |
| φ R ψ           | {\displaystyle \phi ~{\mathcal {R}}~\psi } | {\displaystyle (B\,{\mathcal {R}}\,C)(\phi )=\ (\forall i:C(\phi _{i})\lor (\exists j<i:B(\phi _{j})))}  | رها شدن R: φ آزاد می‌کند اگر ψ درست باشد تا زمانی که اولین φ که ψ درست است (یا برای همیشه اگر چنین موقعیتی وجود نداشته باشد) را شامل می‌شود. |        |
| عملگرهای Unary  |                                            | | |        |
| N φ             | {\displaystyle \bigcirc \phi }             | {\displaystyle {\mathcal {N}}B(\phi _{i})=B(\phi _{i+1})}                                                | N ext: φ باید در حالت بعدی باقی بماند. (X به صورت مترادف استفاده می‌شود)                                                                    |        |
| F φ             | {\displaystyle \Diamond \phi }             | {\displaystyle {\mathcal {F}}B(\phi )=(true\,{\mathcal {U}}\,B)(\phi )}                                  | F uture: φ در نهایت باید نگه داشته شود (جایی در مسیر بعدی).                                                                                |        |
| G φ             | {\displaystyle \Box \phi }                 | {\displaystyle {\mathcal {G}}B(\phi )=\neg {\mathcal {F}}\neg B(\phi )}                                  | G lobally: φ باید در کل مسیر بعدی باقی بماند.                                                                                              |        |
| A φ             | {\displaystyle \forall \phi }              | {\displaystyle ({\mathcal {A}}B)(\psi )=\ (\forall \phi :\phi _{0}=\psi \to B(\phi ))}                   | A ll: φ باید در تمام مسیرهایی که از حالت فعلی شروع می‌شوند، حفظ شود.                                                                        |        |
| E φ             | {\displaystyle \exists \phi }              | {\displaystyle ({\mathcal {E}}B)(\psi )=\ (\exists \phi :\phi _{0}=\psi \land B(\phi ))}                 | E xists: حداقل یک مسیر وجود دارد که از حالت فعلی شروع می‌شود، جایی که φ برقرار است.                                                         |        |

نمادهای جایگزین:
- عملگر R گاهی با V نشان داده می‌شود
- عملگر W ضعیف است تا زمانی که عملگر: {\displaystyle f\mathbf {W} g} برابر است با {\displaystyle f\mathbf {U} g\lor \mathbf {G} f}

هر زمان که B(φ) به خوبی شکل گرفته باشد، عملگرهای Unary فرمول‌های خوبی هستند. عملگرهای دودویی هر زمان که B(φ) و C(φ) به خوبی شکل گرفته باشند، فرمول‌های خوبی هستند.
در برخی از منطق‌ها، برخی از عملگرها قابل بیان نیستند. به عنوان مثال، عملگر N را نمی‌توان در منطق زمانی اعمال بیان کرد.

## منطق‌های زمانی
منطق‌های زمانی عبارتند از:
- برخی از سیستم‌های منطق موضعی
- منطق زمانی فاصله (ITL)
- منطق زمانی خطی (LTL)
- منطق درخت محاسباتی (CTL)
- منطق زمانی سیگنال (STL)[۹]
- منطق زمانی مهر زمانی (TTL)[۱۰]
- زبان مشخصات ویژگی (PSL)
- CTL* که LTL و CTL را تعمیم می‌دهد
- منطق هنسی-میلنر (HML)
- مدال μ-حساب که به عنوان یک زیر مجموعه HML و CTL* را شامل می‌شود
- منطق زمانی متریک (MTL)[۱۱]
- منطق زمانی فاصله متریک (MITL)[۹]
- منطق زمانی گزاره ای زمان‌بندی شده (TPTL)
- منطق زمانی خطی کوتاه (TLTL)[۱۲]
- منطق بیش از حد زمانی (HyperLTL)

تغییراتی که ارتباط نزدیکی با منطق زمانی یا زمانی یا زمانی دارد، منطق‌های مودال مبتنی بر «توپولوژی»، «مکان» یا «موقعیت مکانی» هستند.

## یادداشت
1. ↑  Vardi 2008, p. 153
2. 1 2 3  Vardi 2008, p. 154
3. 1 2 3 4  Øhrstrøm, Peter (2019). "The Significance of the Contributions of A.N.Prior and Jerzy Łoś in the Early History of Modern Temporal Logic". Logic and Philosophy of Time: Further Themes from Prior, Volume 2 (به انگلیسی).
4. 1 2  Rescher, Nicholas; Garson, James (January 1969). "Topological Logic". The Journal of Symbolic Logic (به انگلیسی). 33 (4): 537–548. doi:10.2307/2271360. ISSN 0022-4812.
5. ↑  "Temporal Logic (Stanford Encyclopedia of Philosophy)". Plato.stanford.edu. Retrieved 2014-07-30.
6. 1 2  Tkaczyk, Marcin; Jarmużek, Tomasz (2019). "Jerzy Łoś Positional Calculus and the Origin of Temporal Logic". Logic and Logical Philosophy (به انگلیسی). 28 (2): 259–276. doi:10.12775/LLP.2018.013. ISSN 2300-9802.
7. ↑  Lawford, M. (2004). "An Introduction to Temporal Logics" (PDF). Department of Computer Science McMaster University.
8. ↑  "Temporal Logic". Stanford Encyclopedia of Philosophy. February 7, 2020. Retrieved April 19, 2022.
9. 1 2  Maler, O. ; Nickovic, D. (2004). "Monitoring temporal properties of continuous signals". doi:10.1007/978-3-540-30206-3_12.
10. ↑  Mehrabian, Mohammadreza; Khayatian, Mohammad; Shrivastava, Aviral; Eidson, John C.; Derler, Patricia; Andrade, Hugo A.; Li-Baboud, Ya-Shian; Griffor, Edward; Weiss, Marc (2017). "Timestamp Temporal Logic (TTL) for Testing the Timing of Cyber-Physical Systems". ACM Transactions on Embedded Computing Systems. 16 (5s): 1–20. doi:10.1145/3126510.
11. ↑  Koymans, R. (1990). "Specifying real-time properties with metric temporal logic", Real-Time Systems 2(4): 255–299. doi:10.1007/BF01995674.
12. ↑  Li, Xiao, Cristian-Ioan Vasile, and Calin Belta. "Reinforcement learning with temporal logic rewards." doi:10.1109/IROS.2017.8206234